# Tipula terrestris
Tipula terrestris är en tvåvingeart som beskrevs av Harris 1776. Tipula terrestris ingår i släktet Tipula och familjen storharkrankar. Inga underarter finns listade i Catalogue of Life.